# Монтенеро-Прада (Парма)
Монтенеро-Прада је насеље у Италији у округу Парма, региону Емилија-Ромања.
Према процени из 2011. у насељу је живело 16 становника. Насеље се налази на надморској висини од 591 м.